# Nhóm làm việc
Một nhóm làm việc là một nhóm các chuyên gia làm việc cùng nhau để đạt được các mục tiêu được chỉ định trước. Các nhóm là miền cụ thể và tập trung vào thảo luận hoặc hoạt động xung quanh một lĩnh vực chủ đề cụ thể. Thuật ngữ này đôi khi có thể đề cập đến sự hợp tác liên ngành của các nhà nghiên cứu làm việc về các hoạt động mới sẽ khó duy trì theo các cơ chế tài trợ truyền thống (ví dụ, các cơ quan liên bang).
Tuổi thọ của một nhóm làm việc có thể kéo dài bất cứ nơi nào trong khoảng vài tháng đến vài năm. Các nhóm như vậy có xu hướng phát triển một sự tồn tại gần như vĩnh viễn khi hoàn thành nhiệm vụ được giao; do đó cần phải giải tán (hoặc loại bỏ) nhóm làm việc khi đã đạt được (các) mục tiêu đã định.
Hiệu suất của một nhóm làm việc được tạo thành từ các kết quả cá nhân của tất cả các thành viên riêng lẻ. Thành tích của một đội được tạo thành từ cả kết quả cá nhân và kết quả tập thể. Trong các tổ chức lớn, các nhóm làm việc là phổ biến, và trọng tâm luôn luôn là các mục tiêu, hiệu suất và trách nhiệm cá nhân. Các thành viên trong nhóm làm việc không chịu trách nhiệm về kết quả khác ngoài chính họ. Mặt khác, các đội đòi hỏi cả trách nhiệm cá nhân và trách nhiệm lẫn nhau. Có nhiều chia sẻ thông tin, thảo luận nhóm và tranh luận nhiều hơn để đi đến quyết định nhóm.
Ví dụ về các mục tiêu chung cho các nhóm làm việc bao gồm: 
- tạo một tài liệu chứa thông tin
- tạo ra một tiêu chuẩn

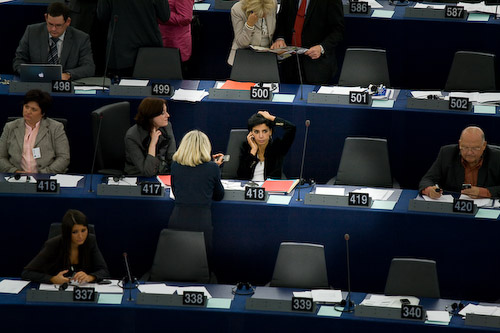
Một nhóm làm việc của quốc hội

- giải quyết các vấn đề liên quan đến hệ thống hoặc mạng
- cải tiến liên tục
- nghiên cứu

Các nhóm làm việc cũng được gọi là nhóm nhiệm vụ, nhóm làm việc hoặc nhóm tư vấn kỹ thuật.